# Jān Verī
Jān Verī (persiska: جان وری) är en ort i Iran.   Den ligger i provinsen Hormozgan, i den sydöstra delen av landet, 1 300 km sydost om huvudstaden Teheran. Jān Verī ligger 133 meter över havet och antalet invånare är 172.
Terrängen runt Jān Verī är platt åt sydväst, men åt nordost är den kuperad.Runt Jān Verī är det glesbefolkat, med 9 invånare per kvadratkilometer. Det finns inga andra samhällen i närheten. Trakten runt Jān Verī är ofruktbar med lite eller ingen växtlighet.